# Mack NO
Tra gli autocarri pesanti americani della seconda guerra mondiale vennero ad essere particolarmente importanti quelli di produzione Mack, come il Mack EXBX, il Mack NR4, e soprattutto il Mack NO, usato dal 1944 come trasporto di artiglierie pesanti.
Usato come trattore tanto per il Long Tom quanto per l'obice M1 8 in,divenne leggendario per la sua potenza e la sua affidabilità.